# قائمة مصطلحات طب الأسنان
يوجد الكثير من المصطلحات التي تستخدم لتوضيح العلاقة والمقارنة بين الأسنان وأجزائها وهي شائعة في المقالات المتعلقة بطب الأسنان. تشمل القائمة أدناه مجموعة من تلك المصطلحات في صورة مسرد لتسهيل فهمها حيثما وردت في المقالات التي تحتوي هذه الكلمات.

## المصطلحات

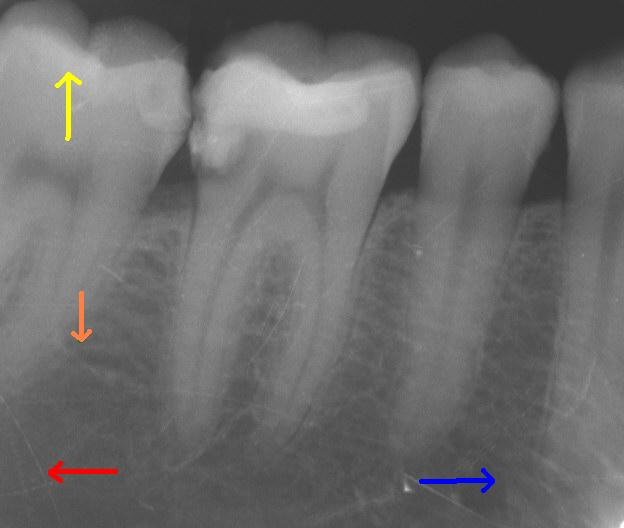
توضح هذه الصورة الشعاعية بعض الأسنان في الربعية اليمنى السفلية من الفم. تشير الأسهم إلى الاتجاهات التالية:
الوحشي ←, الإنسي →, الإكليلي ↑, القمي ↓.

### أماميّ
(بالإنجليزية: Anterior)‏، يشير إلى الاتجاه نحو شفتي الشخص أو مقدم فمه مقارنة بالاتجاه الخلفيّ، الذي يشير نحو قفا الشخص ومؤخر رأسه. يشير المصطلح الأسنان الأمامية إلى القواطع والأنياب مقارنة بالضواحك والأضراس وهي الأسنان الخلفية.

### قِمِّيّ
(بالإنجليزية: Apical)‏، الاتجاه نحو قمة جذر السن. يقابل الاتجاه الإكليليّ أو التاجيّ، والذي يشير إلى الاتجاه نحو التاج. كما يمكن أن يشير المصطلح إلى شيء متعلق بالجذور، مثل الدِّعامة القمية. عند الإشارة إلى الاتجاه بالنسبة لأجسام على التاج أو منه، فيمكن أن يكون هذا المصطلح مرادفًا لكل من الاتجاه العُنُقيّ واللِثَويّ.

### مِحْوَريّ
(بالإنجليزية: Axial)‏، هو سطح موازٍ لمحور السن. مثلًا، عند تحضير فجوة في السن بالحفر من أي جانب (الداني أو الوجهي أو اللساني)، فإن عمق الحفرة يحدده الجدار المحوري للحفرة.

### شِدقِيّ
(بالإنجليزية: Buccal)‏، جانب السن الذي يواجه باطن الخد، يقابله الاتجاه اللسانيّ أو الحَنَكيّ، والذي يشير إلى جانب السن الذي يواجه اللسان أو الحنك. بالرغم من أن هذا المصطلح يشير إلى الأسنان الخلفية فقط (حيث يوجد الخدان بدلًا من الشفتين) إلا أنه يمكن استخدام هذا المصطلح عند الحديث عن الأسنان الأمامية مرادفًا لمصطلح وجهي أو شفوي.

### عُنُقيّ
(بالإنجليزية: Cervical)‏، نسبة إلى عنق السن، وهو الانحسار في تحدب السن عند الموصل الملاطي المينائي حيث يلتقي التاج والجذر. يعد المصطلح شبه مرادف لمصطلحي قمي ولثوي عن الإشارة إلى الاتجاه نسبة إلى الأجسام التي تنتمي إلى التاج أو تقع عليه.

### إكليليّ
(بالإنجليزية: Coronal)‏، أو تاجي، وهو الاتجاه نحو تاج السن، ويقابله الاتجاه القمي، والذي يشير إلى الاتجاه نحو قمم الجذور. كما يمكن أن يشير المصطلح إلى الأشياء المتعلقة بالتاج، مثل القوى الإكليلية.

### وَحشيّ

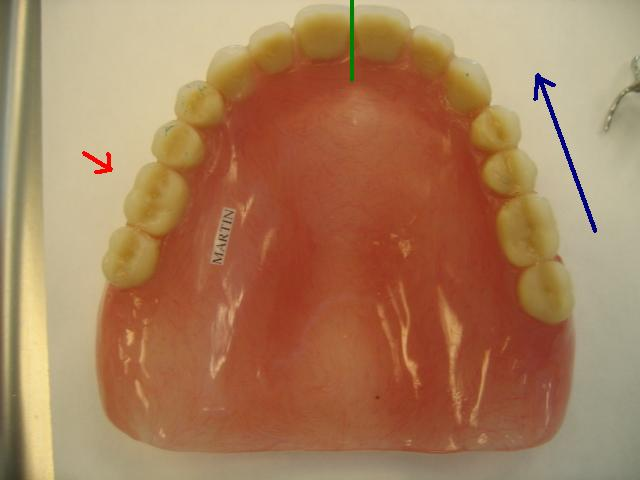
تظهر هذه الصورة منظورًا إطباقيًا لطقم أسنان كامل للفك العلوي. الخط الأخضر الذي يشير إلى الخط الناصف هو الخط المرجعي بالنسبة للاتجاه الإنسي الوحشي. السهم الأزرق الذي يشير إلى الاتجاه الإنسي ينطبق كذلك على الجانب الآخر من الفك حتى الخط الأخضر. السهم الأحمر يقع شدقيًا للضرس العلوي الأول الأيمن، وتوجد علامة باسم المريض (مارتِن) مضمنة في الراتنج المكون للطقم وهي تقع في اتجاه حنكي مباشرة للسن ذاته.

(بالإنجليزية: Distal)‏، أو قاصي، الاتجاه نحو آخر سن في كل ربعية من قوسي الأسنان، يقابله الاتجاه الإنسيّ، والذي يشير نحو خط منتصف الأسنان في الأمام. يمكن أن يوصف كل سن أن له سطح وحشي، وفي الأسنان الخلفية تكون له شرفة شدقية وحشية (ش.و) وشرفة لسانية وحشية (ل.و).

### وَجهِيّ
(بالإنجليزية: Facial)‏، جانب السن المواجه لباطن الخد أو الشفتين أو القريب إليهما، ويقابله الاتجاه اللساني أو الحنكي، والذي يشير إلى جانب السن المواجه للسان أو الحنك. هذا المصطلح شامل ويعد مظلة لمصطلحي شدقي وشفوي.

### لِثَويّ
(بالإنجليزية: Gingival)‏، الاتجاه نحو اللثة، يرادف مصطلح عنقي ويشبه القمي. إلا أن المواقع التي تكون أكثر قمية من التقاء التاج والجذر لا يشار إليها بهذا المصطلح لأن ذلك قد يسبب اللبس بسبب عدم وضوح تعريف دقيق للمصطلح. كما أنه لا يستخدم عند الإشارة إلى سن في خارج الجسم.

### قاطِعِيّ
(بالإنجليزية: Incisal)‏، إما الاتجاه نحو حافة العض في الأسنان الأمامية، أو للإشارة إلى شيء متعلق بهذه الحافة، مثل المِرشدة القاطعية أو الحافة القاطعية. هذا المصطلح نظير لمصطلح إطباقيّ الذي يستخدم للإشارة إلى الأماكن المشابهة في الأسنان الخلفية.

### سفليّ
(بالإنجليزية: Inferior)‏، الاتجاه نحو القدمين في جسم الإنسان، ومقابله العلويّ، والذي يشير إلى الاتجاه نحو الرأس. لكن ينبغي أن يكون استخدام هذا المصطلح محدودًا عند الحديث عن معالم السن، فعلى سبيل المثال إن كان شيء ما سفليًا في سن في الفك السفلي فإنه سيكون علويًا أكثر في سن في الفك العلوي بسبب العلاقة العكسية بينهما مما قد يؤدي إلى لبس. لهذا السبب يستبدل هذان المصطلحان بمصطلحي إكليلي وقمي.

### شَفَويّ
(بالإنجليزية: Labial)‏، جانب السن المواجه لباطن الشفة، ويقابله الاتجاه اللساني أو الحنكي وهو الذي يشير إلى جانب السن المواجه للسان أو الحنك. بالرغم من أن هذا المصطلح يشير إلى الأسنان الأمامية فقط (حيث توجد الشفتان بدلًا من الخدين) إلا أن استخدام مصطلح شدقي يمكن أن يمتد إلى سائر الأسنان؛ الأمامية والخلفية.

### لسانيّ
(بالإنجليزية: Lingual)‏، جانب السن المواجه للسان أو القريب منه، ويقابله الشدقي أو الشفوي أو الوجهي، والتي تشير إلى جانب السن الواجه لباطن الخد أو الشفتين أو القريب منهما. بالرغم من أن هذا المصطلح يخص الفك السفلي فعليًا حيث يوجد اللسان، إلا أن استخدامه شائع عند الإشارة للفك العلوي كذلك (انظر الحنكي).

### فكِّيّ
عند عدم تحديد الفك السفلي أو العلوي فإن مصطلح فكّي يشير إلى الأجسام المتعلقة بالفك السفلي.

### هامشيّ

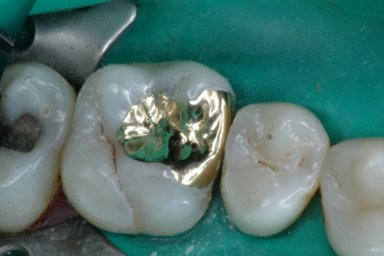
تظهر هذه الصورة الضرس الأول الأيمن العلوي وعليه مصبوبة ذهب إطباقية إنسية (ط.ن). هذا الضرس يقع خلف الضاحكة التي قبله ووحشيًا لها.

(بالإنجليزية: Marginal)‏، أو حافَويّ، نسبة إلى عدد من الهوامش التي يدرسها طب الأسنان. تسمى حافة البنية السنية التي تستقبل حافة تاج اصطناعي هامشًا، وكذلك حافة التاج المذكورة. مثال على هذا الاستخدام: «قد يسبب التاج غير ملائم الحجم تسربًا هامشيًا». توصف اللثة والعظم المحيطان بالسن بأنهما هامشيين، كما في «التهاب دواعم السن الهامشي». كما تُعرف بنية السن التي في السطح الإطباقي عند نقطة التقاء الأسنان الخلفية بالحرف الهامشي.

### إنْسيّ
(بالإنجليزية: Mesial)‏، الاتجاه نحو الخط الناصف الأمامي في قوس الأسنان، ويقابله الوحشي الذي يشير إلى الاتجاه نحو آخر سن في كل ربعية. يمكن أن يوصف كل سن بأن له سطح إنسيّ، وفي الأسنان الخلفية شرفة شدقية إنسية (ش.ن) وشرفة لسانية إنسية (ل.ن).

### إطباقيّ
(بالإنجليزية: Occlusal)‏، إما الاتجاه نحو سطح العض في الأسنان الخلفية، أو شيء متعلق بذلك السطح، مثل مصطلح التداخل الإطباقي أو السطح الإطباقي. هذا المصطلح نظير لمصطلح قاطعيّ الذي يشير إلى المكان المشابه في الأسنان الأمامية. تسمى الحشوات حسب موقعها في السن وتختصر أسماؤها حسب ذلك؛ على سبيل المثال فإن حشوة مُلْغَم في الجزء الإطباقي الوحشي من السن تسمى ملغم ط.و.

### حَنَكيّ
(بالإنجليزية: Palatal)‏، جانب السن المواجه للحنك أو القريب منه، ويقابله الشدقيّ أو الشفويّ أو الوجهيّ، والتي تشير إلى جانب السن المواجه لباطن الخد أو الشفتين أو القريب منهما. استخدام هذا المصطلح ينحصر على الفك العلوي.

### خَلْفيّ
(بالإنجليزية: Posterior)‏، الاتجاه نحو قفا الشخص أو مؤخر رأسه، ويقابله الأماميّ الذي يشير للاتجاه نحو شفتي الشخص. يشير مصطلح الأسنان الخلفية إلى الضواحك وأضراس، ويقابله الأسنان الأمامية وهي القواطع والأنياب.

### داني
(بالإنجليزية: Proximal)‏، وهي أسطح السن التي تقع عادة بجانب سن آخر، وهو مصطلح شامل يعد مظلة لمصطلحي إنسيّ ووحشيّ. مثال: «السطحان الدانيان للناب».

### علويّ
(بالإنجليزية: Superior)‏، الاتجاه نحو الرأس في جسم الإنسان، ويقابله السفليّ الذي يشير للاتجاه نحو القدمين. لكن ينبغي أن يكون استخدام هذا المصطلح محدودًا عند الحديث عن معالم السن، فعلى سبيل المثال إن كان شيء ما سفليًا في سن في الفك السفلي فإنه سيكون علويًا أكثر في سن في الفك العلوي بسبب العلاقة العكسية بينهما مما قد يؤدي إلى لبس. لهذا السبب يستبدل هذان المصطلحان بمصطلحي إكليلي وقمي.